# Colombia en la Copa América 2021
La selección de Colombia fue uno de los 10 equipos participantes en la Copa América 2021, torneo continental que se llevó a cabo a partir del 13 de junio al 10 de julio de 2021 en Brasil. Fue la vigésima tercera participación de Colombia.
Colombia estuvo en la zona norte de acuerdo a las políticas de está edición, junto a Brasil, Ecuador, Perú y Venezuela.
El 20 de mayo de 2021 la Conmebol informó que Colombia no estaba en condiciones de recibir el torneo debido a la complicada situación sanitaria y social en el país. El 31 de mayo de 2021 se anunció a Brasil como sede de torneo, siendo así de manera consecutiva el anfitrión de los partidos.

## Preparación
La selección de Colombia tuvo una participación positiva en la Copa América 2019 celebrada en Brasil, donde la selección quedó eliminada en cuartos de final por penales ante Chile, marchándose invicta y sin recibir ningún gol tras conseguir triunfos ante Argentina (2:0), Catar (1:0) y Paraguay (1:0) e igualando sin goles ante Chile en cuartos de final. Tras el cierre de la Copa América 2019. La selección afrontara en lo que resta del año 2019 amistosos preparatorios para las Eliminatorias Sudamericanas rumbo a Catar 2022 y la próxima Copa América 2021 que se desarrollara en Brasil. 

### Partidos previos
| Fecha                   | Lugar         | Competencia   | Local    | Resultado | Visitante |
| ----------------------- | ------------- | ------------- | -------- | --------- | --------- |
| 6 de septiembre de 2019 | Miami Gardens | Amistoso      | Brasil   | 2:2 (1:2) | Colombia  |
| 9 de septiembre de 2019 | Tampa         | Amistoso      | Colombia | 0:0       | Venezuela |
| 12 de octubre de 2019   | Alicante      | Amistoso      | Colombia | 0:0       | Chile     |
| 15 de octubre de 2019   | Lille         | Amistoso      | Argelia  | 3:0 (2:0) | Colombia  |
| 15 de noviembre de 2019 | Miami Gardens | Amistoso      | Colombia | 1:0 (0:0) | Perú      |
| 19 de noviembre de 2019 | Harrison      | Amistoso      | Ecuador  | 0:1 (0:1) | Colombia  |
| 8 de octubre de 2020    | Barranquilla  | Eliminatorias | Colombia | 3:0 (3:0) | Venezuela |
| 13 de octubre de 2020   | Santiago      | Eliminatorias | Chile    | 2:2 (2:1) | Colombia  |
| 13 de noviembre de 2020 | Barranquilla  | Eliminatorias | Colombia | 0:3 (0:2) | Uruguay   |
| 17 de noviembre de 2020 | Quito         | Eliminatorias | Ecuador  | 6:1 (4:1) | Colombia  |
| 3 de junio de 2021      | Lima          | Eliminatorias | Perú     | 0:3 (0:1) | Colombia  |
| 8 de junio de 2021      | Barranquilla  | Eliminatorias | Colombia | 2:2 (0:2) | Argentina |

## Plantel
| No.   | Pos.           | Jugador                 | Fecha de nacimiento (edad)         | Apa.           | Goles          | Club              |
| ----- | -------------- | ----------------------- | ---------------------------------- | -------------- | -------------- | ----------------- |
| 1     | POR            | David Ospina            | 31 de agosto de 1988 (32 años)     | 107            | 0              | Napoli            |
| 2     | DEF            | Stefan Medina           | 14 de junio de 1992 (28 años)      | 22             | 0              | Monterrey         |
| 3     | DEF            | Óscar Murillo           | 18 de abril de 1988 (33 años)      | 17             | 0              | Pachuca           |
| 4     | DEF            | Carlos Cuesta           | 9 de marzo de 1999 (22 años)       | 0              | 0              | Genk              |
| 5     | MED            | Wilmar Barrios          | 16 de octubre de 1993 (27 años)    | 35             | 0              | Zenit             |
| 6     | DEF            | William Tesillo         | 2 de febrero de 1990 (31 años)     | 14             | 1              | León              |
| 7     | DEL            | Duván Zapata            | 1 de abril de 1991 (30 años)       | 22             | 4              | Atalanta          |
| 8     | MED            | Gustavo Cuéllar         | 14 de octubre de 1992 (28 años)    | 9              | 1              | Al-Hilal          |
| 9     | DEL            | Luis Muriel             | 16 de abril de 1991 (30 años)      | 38             | 8              | Atalanta          |
| 10    | MED            | Edwin Cardona           | 8 de diciembre de 1992 (28 años)   | 40             | 5              | Boca Juniors      |
| 11    | MED            | Juan Guillermo Cuadrado | 26 de mayo de 1988 (33 años)       | 96             | 8              | Juventus          |
| 12    | POR            | Camilo Vargas           | 9 de marzo de 1989 (32 años)       | 9              | 0              | Atlas             |
| 13    | DEF            | Yerry Mina              | 23 de septiembre de 1994 (26 años) | 28             | 7              | Everton           |
| 14    | DEL            | Luis Díaz               | 13 de enero de 1997 (24 años)      | 18             | 2              | Porto             |
| 15    | MED            | Mateus Uribe            | 21 de marzo de 1991 (30 años)      | 30             | 4              | Porto             |
| 16    | DEF            | Daniel Muñoz            | 25 de mayo de 1996 (25 años)       | 1              | 0              | Genk              |
| 17    | DEL            | Yairo Moreno            | 4 de abril de 1995 (26 años)       | 8              | 0              | Pachuca           |
| 18    | DEL            | Rafael Borré            | 29 de marzo de 1995 (26 años)      | 3              | 0              | River Plate       |
| 19    | DEL            | Miguel Borja            | 26 de enero de 1993 (28 años)      | 12             | 4              | Gremio            |
| 20    | DEL            | Alfredo Morelos         | 21 de junio de 1996 (24 años)      | 10             | 1              | Rangers           |
| 21    | MED            | Sebastián Pérez Cardona | 29 de marzo de 1993 (28 años)      | 9              | 1              | Boavista          |
| 22    | POR            | Aldair Quintana         | 11 de julio de 1994 (26 años)      | 0              | 0              | Atlético Nacional |
| 23    | DEF            | Davinson Sánchez        | 12 de junio de 1996 (25 años)      | 34             | 0              | Tottenham Hotspur |
| 24    | DEF            | John Janer Lucumí       | 26 de junio de 1998 (22 años)      | 4              | 0              | Genk              |
| 25    | DEF            | Baldomero Perlaza       | 5 de junio de 1992 (29 años)       | 0              | 0              | Atlético Nacional |
| 26    | MED            | Frank Fabra             | 22 de febrero de 1991 (30 años)    | 22             | 1              | Boca Juniors      |
| 27    | MED            | Jaminton Campaz         | 24 de mayo de 2000 (21 años)       | 0              | 0              | Deportes Tolima   |
| 28    | DEL            | Yimmi Chará             | 2 de abril de 1991 (30 años)       | 10             | 1              | Portland Timbers  |
| D. T. | Reinaldo Rueda | Reinaldo Rueda          | Reinaldo Rueda                     | Reinaldo Rueda | Reinaldo Rueda | Reinaldo Rueda    |

## Participación

### Partidos
| Fecha       | Lugar          | Instancia                    |           |                      | Resultado          |                      |           |
| ----------- | -------------- | ---------------------------- | --------- | -------------------- | ------------------ | -------------------- | --------- |
| 14 de junio | Cuiabá         | Fase de grupos               | Colombia  | Bandera de Colombia  | 1:0 (1:0)          | Bandera de Ecuador   | Ecuador   |
| 17 de junio | Goiânia        | Fase de grupos               | Colombia  | Bandera de Colombia  | 0:0                | Bandera de Venezuela | Venezuela |
| 20 de junio | Goiânia        | Fase de grupos               | Colombia  | Bandera de Colombia  | 1:2 (0:1)          | Bandera de Perú      | Perú      |
| 23 de junio | Río de Janeiro | Fase de grupos               | Brasil    | Bandera de Brasil    | 2:1 (0:1)          | Bandera de Colombia  | Colombia  |
| 3 de julio  | Brasilia       | Cuartos de final             | Uruguay   | Bandera de Uruguay   | 0:0 (2:4 p.)       | Bandera de Colombia  | Colombia  |
| 6 de julio  | Brasilia       | Semifinales                  | Argentina | Bandera de Argentina | 1:1 (1:0) (3:2 p.) | Bandera de Colombia  | Colombia  |
| 9 de julio  | Brasilia       | Definición del tercer puesto | Colombia  | Bandera de Colombia  | 3:2 (0:1)          | Bandera de Perú      | Perú      |

### Primera fase - Grupo B

#### Posiciones
| Selección | Pts | PJ | PG | PE | PP | GF | GC | Dif |
| --------- | --- | -- | -- | -- | -- | -- | -- | --- |
| Brasil    | 10  | 4  | 3  | 1  | 0  | 10 | 2  | +8  |
| Perú      | 7   | 4  | 2  | 1  | 1  | 5  | 7  | –2  |
| Colombia  | 4   | 4  | 1  | 1  | 2  | 3  | 4  | –1  |
| Ecuador   | 3   | 4  | 0  | 3  | 1  | 5  | 6  | –1  |
| Venezuela | 2   | 4  | 0  | 2  | 2  | 2  | 6  | –4  |

#### Colombia vs. Ecuador
| Jornada 1; 13 de junio | Colombia    | 1:0 (1:0) | Ecuador | Arena Pantanal, Cuiabá                                                     |                                                                            |
| 20:00 (UTC-4)          | Cardona 42' | Reporte   |         | Asistencia: Sin espectadores Árbitro(s): Néstor Pitana VAR: Mauro Vigliano | Asistencia: Sin espectadores Árbitro(s): Néstor Pitana VAR: Mauro Vigliano |

| 1          | Guardameta     | David Ospina   |       |
| 16         | Defensa        | Daniel Muñoz   |       |
| 13         | Defensa        | Yerry Mina     |       |
| 3          | Defensa        | Óscar Murillo  | 82'   |
| 17         | Defensa        | Yairo Moreno   | 45+5' |
| 11         | Centrocampista | Juan Cuadrado  |       |
| 5          | Centrocampista | Wilmar Barrios |       |
| 15         | Centrocampista | Mateus Uribe   | 61'   |
| 10         | Centrocampista | Edwin Cardona  | 82'   |
| 18         | Delantero      | Rafael Borré   |       |
| 19         | Delantero      | Miguel Borja   | 61'   |
| Entrenador | Entrenador     | Reinaldo Rueda |       |

| 12         | Guardameta     | Pedro Ortiz      |     |
| 17         | Defensa        | Angelo Preciado  |     |
| 4          | Defensa        | Robert Arboleda  |     |
| 3          | Defensa        | Piero Hincapié   |     |
| 7          | Defensa        | Pervis Estupiñán |     |
| 19         | Centrocampista | Gonzalo Plata    | 69' |
| 20         | Centrocampista | Jhegson Méndez   |     |
| 23         | Centrocampista | Moisés Caicedo   | 80' |
| 8          | Centrocampista | Fidel Martínez   | 59' |
| 13         | Delantero      | Enner Valencia   |     |
| 11         | Delantero      | Michael Estrada  | 69' |
| Entrenador | Entrenador     | Gustavo Alfaro   |     |

| 6  | Defensa        | William Tesillo  | 45+5' |
| 21 | Centrocampista | Sebastián Pérez  | 61'   |
| 7  | Delantero      | Duván Zapata     | 61'   |
| 8  | Centrocampista | Gustavo Cuéllar  | 82'   |
| 23 | Defensa        | Davinson Sánchez | 82'   |

| 15 | Centrocampista | Ángel Mena            | 59' |
| 18 | Centrocampista | Eduar Ayrton Preciado | 69' |
| 26 | Delantero      | Jordy Caicedo         | 69' |
| 10 | Centrocampista | Damián Díaz           | 80' |

| Anotado | 42' | Edwin Cardona | 1–0 |

| Amonestado | 25' | Mateus Uribe |
| Amonestado | 79' | Daniel Muñoz |
| Amonestado | 90' | Rafael Borré |

| Amonestado | 87' | Enner Valencia |

| Árbitro             | Néstor Pitana       |
| Árbitros asistentes | Ezequiel Brailovsky |
| Árbitros asistentes | Gabriel Chade       |
| Cuarto árbitro      | Jesús Gil Manzano   |
| VAR                 | Mauro Vigliano      |
| Adicional VAR       | Facundo Tello       |
| Asesor de árbitros  | Ubaldo Aquino       |

| 1          | Guardameta     | David Ospina   |       |
| 16         | Defensa        | Daniel Muñoz   |       |
| 13         | Defensa        | Yerry Mina     |       |
| 3          | Defensa        | Óscar Murillo  | 82'   |
| 17         | Defensa        | Yairo Moreno   | 45+5' |
| 11         | Centrocampista | Juan Cuadrado  |       |
| 5          | Centrocampista | Wilmar Barrios |       |
| 15         | Centrocampista | Mateus Uribe   | 61'   |
| 10         | Centrocampista | Edwin Cardona  | 82'   |
| 18         | Delantero      | Rafael Borré   |       |
| 19         | Delantero      | Miguel Borja   | 61'   |
| Entrenador | Entrenador     | Reinaldo Rueda |       |

| 12         | Guardameta     | Pedro Ortiz      |     |
| 17         | Defensa        | Angelo Preciado  |     |
| 4          | Defensa        | Robert Arboleda  |     |
| 3          | Defensa        | Piero Hincapié   |     |
| 7          | Defensa        | Pervis Estupiñán |     |
| 19         | Centrocampista | Gonzalo Plata    | 69' |
| 20         | Centrocampista | Jhegson Méndez   |     |
| 23         | Centrocampista | Moisés Caicedo   | 80' |
| 8          | Centrocampista | Fidel Martínez   | 59' |
| 13         | Delantero      | Enner Valencia   |     |
| 11         | Delantero      | Michael Estrada  | 69' |
| Entrenador | Entrenador     | Gustavo Alfaro   |     |

| 6  | Defensa        | William Tesillo  | 45+5' |
| 21 | Centrocampista | Sebastián Pérez  | 61'   |
| 7  | Delantero      | Duván Zapata     | 61'   |
| 8  | Centrocampista | Gustavo Cuéllar  | 82'   |
| 23 | Defensa        | Davinson Sánchez | 82'   |

| 15 | Centrocampista | Ángel Mena            | 59' |
| 18 | Centrocampista | Eduar Ayrton Preciado | 69' |
| 26 | Delantero      | Jordy Caicedo         | 69' |
| 10 | Centrocampista | Damián Díaz           | 80' |

| Anotado | 42' | Edwin Cardona | 1–0 |

| Amonestado | 25' | Mateus Uribe |
| Amonestado | 79' | Daniel Muñoz |
| Amonestado | 90' | Rafael Borré |

| Amonestado | 87' | Enner Valencia |

| Árbitro             | Néstor Pitana       |
| Árbitros asistentes | Ezequiel Brailovsky |
| Árbitros asistentes | Gabriel Chade       |
| Cuarto árbitro      | Jesús Gil Manzano   |
| VAR                 | Mauro Vigliano      |
| Adicional VAR       | Facundo Tello       |
| Asesor de árbitros  | Ubaldo Aquino       |

| Estadísticas      | Bandera de Colombia | Bandera de Ecuador |
| Tiros             | 5                   | 8                  |
| Tiros a puerta    | 2                   | 2                  |
| Faltas            | 19                  | 16                 |
| Saques de esquina | 1                   | 9                  |
| Penaltis          | 0                   | 0                  |
| Fueras de juego   | 2                   | 1                  |
| Posesión de balón | 41%                 | 59%                |

#### Colombia vs. Venezuela
| Jornada 2; 17 de junio | Colombia | 0:0     | Venezuela | Estadio Olímpico, Goiânia                                              |                                                                        |
| 18:00 (UTC-3)          |          | Reporte |           | Asistencia: Sin espectadores Árbitro(s): Eber Aquino VAR: Derlis López | Asistencia: Sin espectadores Árbitro(s): Eber Aquino VAR: Derlis López |

| 1          | Guardameta     | David Ospina     |     |
| 16         | Defensa        | Daniel Muñoz     |     |
| 13         | Defensa        | Yerry Mina       |     |
| 23         | Defensa        | Davinson Sánchez |     |
| 6          | Defensa        | William Tesillo  |     |
| 11         | Centrocampista | Juan Cuadrado    |     |
| 5          | Centrocampista | Wilmar Barrios   |     |
| 15         | Centrocampista | Mateus Uribe     |     |
| 10         | Centrocampista | Edwin Cardona    | 62' |
| 9          | Delantero      | Luis Muriel      | 62' |
| 7          | Delantero      | Duván Zapata     | 73' |
| Entrenador | Entrenador     | Reinaldo Rueda   |     |

| 1          | Guardameta     | Wuilker Faríñez       |     |
| 21         | Defensa        | Alexander González    | 89' |
| 8          | Defensa        | Francisco La Mantía   |     |
| 28         | Defensa        | Adrián Martínez       |     |
| 14         | Defensa        | Luis Mago             |     |
| 27         | Defensa        | Yohan Cumana          |     |
| 13         | Centrocampista | José Martínez         |     |
| 5          | Centrocampista | Júnior Moreno         |     |
| 24         | Centrocampista | Bernaldo Manzano      | 59' |
| 23         | Centrocampista | Cristian Cásseres     | 89' |
| 9          | Delantero      | Fernando Aristeguieta | 83' |
| Entrenador | Entrenador     | José Peseiro          |     |

| 14 | Delantero      | Luis Díaz       | 62' |
| 27 | Centrocampista | Jaminton Campaz | 62' |
| 19 | Delantero      | Miguel Borja    | 73' |

| 6  | Centrocampista | Yangel Herrera   | 59' |
| 11 | Delantero      | Sergio Córdova   | 83' |
| 20 | Defensa        | Ronald Hernández | 89' |
| 26 | Centrocampista | Edson Castillo   | 89' |

| Amonestado | 77' | Juan Cuadrado |
| Amonestado | 82' | Mateus Uribe  |

| Amonestado | 51' | Fernando Aristeguieta |
| Amonestado | 55' | Francisco La Mantía   |
| Amonestado | 77' | Yangel Herrera        |
| Amonestado | 81' | José Martínez         |
| Amonestado | 86' | Yohan Cumana          |

| Expulsado | 90+4' | Luis Díaz |

| Árbitro             | Eber Aquino        |
| Árbitros asistentes | Eduardo Cardozo    |
| Árbitros asistentes | Milcíades Saldívar |
| Cuarto árbitro      | Daniel Fedorczuk   |
| VAR                 | Derlis López       |
| Adicional VAR       | Juan Benítez       |
| Asesor de árbitros  | Amelio Andino      |

| 1          | Guardameta     | David Ospina     |     |
| 16         | Defensa        | Daniel Muñoz     |     |
| 13         | Defensa        | Yerry Mina       |     |
| 23         | Defensa        | Davinson Sánchez |     |
| 6          | Defensa        | William Tesillo  |     |
| 11         | Centrocampista | Juan Cuadrado    |     |
| 5          | Centrocampista | Wilmar Barrios   |     |
| 15         | Centrocampista | Mateus Uribe     |     |
| 10         | Centrocampista | Edwin Cardona    | 62' |
| 9          | Delantero      | Luis Muriel      | 62' |
| 7          | Delantero      | Duván Zapata     | 73' |
| Entrenador | Entrenador     | Reinaldo Rueda   |     |

| 1          | Guardameta     | Wuilker Faríñez       |     |
| 21         | Defensa        | Alexander González    | 89' |
| 8          | Defensa        | Francisco La Mantía   |     |
| 28         | Defensa        | Adrián Martínez       |     |
| 14         | Defensa        | Luis Mago             |     |
| 27         | Defensa        | Yohan Cumana          |     |
| 13         | Centrocampista | José Martínez         |     |
| 5          | Centrocampista | Júnior Moreno         |     |
| 24         | Centrocampista | Bernaldo Manzano      | 59' |
| 23         | Centrocampista | Cristian Cásseres     | 89' |
| 9          | Delantero      | Fernando Aristeguieta | 83' |
| Entrenador | Entrenador     | José Peseiro          |     |

| 14 | Delantero      | Luis Díaz       | 62' |
| 27 | Centrocampista | Jaminton Campaz | 62' |
| 19 | Delantero      | Miguel Borja    | 73' |

| 6  | Centrocampista | Yangel Herrera   | 59' |
| 11 | Delantero      | Sergio Córdova   | 83' |
| 20 | Defensa        | Ronald Hernández | 89' |
| 26 | Centrocampista | Edson Castillo   | 89' |

| Amonestado | 77' | Juan Cuadrado |
| Amonestado | 82' | Mateus Uribe  |

| Amonestado | 51' | Fernando Aristeguieta |
| Amonestado | 55' | Francisco La Mantía   |
| Amonestado | 77' | Yangel Herrera        |
| Amonestado | 81' | José Martínez         |
| Amonestado | 86' | Yohan Cumana          |

| Expulsado | 90+4' | Luis Díaz |

| Árbitro             | Eber Aquino        |
| Árbitros asistentes | Eduardo Cardozo    |
| Árbitros asistentes | Milcíades Saldívar |
| Cuarto árbitro      | Daniel Fedorczuk   |
| VAR                 | Derlis López       |
| Adicional VAR       | Juan Benítez       |
| Asesor de árbitros  | Amelio Andino      |

| Estadísticas      | Bandera de Colombia | Bandera de Venezuela |
| Tiros             | 23                  | 2                    |
| Tiros a puerta    | 8                   | 0                    |
| Faltas            | 13                  | 14                   |
| Saques de esquina | 6                   | 3                    |
| Penaltis          | 0                   | 0                    |
| Fueras de juego   | 3                   | 0                    |
| Posesión de balón | 65%                 | 35%                  |

#### Colombia vs. Perú
| Jornada 3; 20 de junio | Colombia         | 1:2 (0:1) | Perú                       | Estadio Olímpico, Goiânia                                                   |                                                                             |
| 21:00 (UTC-3)          | Borja 53' (pen.) | Reporte   | Peña 17' · Mina 64' (a.g.) | Asistencia: Sin espectadores Árbitro(s): Esteban Ostojich VAR: Andrés Cunha | Asistencia: Sin espectadores Árbitro(s): Esteban Ostojich VAR: Andrés Cunha |

| 1          | Guardameta     | David Ospina     |     |
| 2          | Defensa        | Stefan Medina    | 80' |
| 13         | Defensa        | Yerry Mina       |     |
| 23         | Defensa        | Davinson Sánchez |     |
| 6          | Defensa        | William Tesillo  |     |
| 21         | Centrocampista | Sebastián Pérez  | 60' |
| 5          | Centrocampista | Wilmar Barrios   |     |
| 11         | Centrocampista | Juan Cuadrado    |     |
| 10         | Centrocampista | Edwin Cardona    | 70' |
| 19         | Delantero      | Miguel Borja     |     |
| 7          | Delantero      | Duván Zapata     | 61' |
| Entrenador | Entrenador     | Reinaldo Rueda   |     |

| 1          | Guardameta     | Pedro Gallese     |       |
| 3          | Defensa        | Aldo Corzo        |       |
| 15         | Defensa        | Christian Ramos   |       |
| 22         | Defensa        | Alexander Callens |       |
| 16         | Defensa        | Marcos López      |       |
| 13         | Centrocampista | Renato Tapia      |       |
| 19         | Centrocampista | Yoshimar Yotún    |       |
| 18         | Centrocampista | André Carrillo    |       |
| 8          | Centrocampista | Sergio Peña       | 83'   |
| 10         | Centrocampista | Christian Cueva   | 90+2' |
| 9          | Delantero      | Gianluca Lapadula | 83'   |
| Entrenador | Entrenador     | Ricardo Gareca    |       |

| 8  | Centrocampista | Gustavo Cuéllar | 60' |
| 9  | Delantero      | Luis Muriel     | 61' |
| 28 | Delantero      | Yimmi Chará     | 70' |
| 20 | Delantero      | Alfredo Morelos | 80' |

| 20 | Delantero      | Santiago Ormeño  | 83'   |
| 14 | Centrocampista | Wilder Cartagena | 83'   |
| 24 | Centrocampista | Raziel García    | 90+2' |

| Anotado · Penal | 53' | Miguel Borja | 1–1 |

| Anotado           | 17' | Sergio Peña | 0–1 |
| Anotado · Autogol | 64' | Yerry Mina  | 1–2 |

| Amonestado | 29' | Miguel Borja |

| Amonestado | 43' | André Carrillo |
| Amonestado | 51' | Pedro Gallese  |

| Árbitro             | Esteban Ostojich |
| Árbitros asistentes | Martín Soppi     |
| Árbitros asistentes | Edwar Saavedra   |
| Cuarto árbitro      | Gery Vargas      |
| VAR                 | Andrés Cunha     |
| Adicional VAR       | Daniel Fedorczuk |
| Asesor de árbitros  | Amelio Andino    |

| 1          | Guardameta     | David Ospina     |     |
| 2          | Defensa        | Stefan Medina    | 80' |
| 13         | Defensa        | Yerry Mina       |     |
| 23         | Defensa        | Davinson Sánchez |     |
| 6          | Defensa        | William Tesillo  |     |
| 21         | Centrocampista | Sebastián Pérez  | 60' |
| 5          | Centrocampista | Wilmar Barrios   |     |
| 11         | Centrocampista | Juan Cuadrado    |     |
| 10         | Centrocampista | Edwin Cardona    | 70' |
| 19         | Delantero      | Miguel Borja     |     |
| 7          | Delantero      | Duván Zapata     | 61' |
| Entrenador | Entrenador     | Reinaldo Rueda   |     |

| 1          | Guardameta     | Pedro Gallese     |       |
| 3          | Defensa        | Aldo Corzo        |       |
| 15         | Defensa        | Christian Ramos   |       |
| 22         | Defensa        | Alexander Callens |       |
| 16         | Defensa        | Marcos López      |       |
| 13         | Centrocampista | Renato Tapia      |       |
| 19         | Centrocampista | Yoshimar Yotún    |       |
| 18         | Centrocampista | André Carrillo    |       |
| 8          | Centrocampista | Sergio Peña       | 83'   |
| 10         | Centrocampista | Christian Cueva   | 90+2' |
| 9          | Delantero      | Gianluca Lapadula | 83'   |
| Entrenador | Entrenador     | Ricardo Gareca    |       |

| 8  | Centrocampista | Gustavo Cuéllar | 60' |
| 9  | Delantero      | Luis Muriel     | 61' |
| 28 | Delantero      | Yimmi Chará     | 70' |
| 20 | Delantero      | Alfredo Morelos | 80' |

| 20 | Delantero      | Santiago Ormeño  | 83'   |
| 14 | Centrocampista | Wilder Cartagena | 83'   |
| 24 | Centrocampista | Raziel García    | 90+2' |

| Anotado · Penal | 53' | Miguel Borja | 1–1 |

| Anotado           | 17' | Sergio Peña | 0–1 |
| Anotado · Autogol | 64' | Yerry Mina  | 1–2 |

| Amonestado | 29' | Miguel Borja |

| Amonestado | 43' | André Carrillo |
| Amonestado | 51' | Pedro Gallese  |

| Árbitro             | Esteban Ostojich |
| Árbitros asistentes | Martín Soppi     |
| Árbitros asistentes | Edwar Saavedra   |
| Cuarto árbitro      | Gery Vargas      |
| VAR                 | Andrés Cunha     |
| Adicional VAR       | Daniel Fedorczuk |
| Asesor de árbitros  | Amelio Andino    |

| Estadísticas      | Bandera de Colombia | Bandera de Perú |
| Tiros             | 11                  | 12              |
| Tiros a puerta    | 4                   | 3               |
| Faltas            | 13                  | 12              |
| Saques de esquina | 4                   | 3               |
| Penaltis          | 1                   | 0               |
| Fueras de juego   | 1                   | 2               |
| Posesión de balón | 59%                 | 41%             |

#### Brasil vs. Colombia
| Jornada 4; 23 de junio | Brasil                        | 2:1 (0:1) | Colombia | Estadio Nilton Santos, Río de Janeiro                                      |                                                                            |
| 21:00 (UCT-3)          | Firmino 78' · Casemiro 90+10' | Reporte   | Díaz 10' | Asistencia: Sin espectadores Árbitro(s): Néstor Pitana VAR: Mauro Vigliano | Asistencia: Sin espectadores Árbitro(s): Néstor Pitana VAR: Mauro Vigliano |

| 12         | Guardameta     | Weverton        |     |
| 2          | Defensa        | Danilo          |     |
| 4          | Defensa        | Marquinhos      |     |
| 3          | Defensa        | Thiago Silva    |     |
| 6          | Defensa        | Alex Sandro     | 62' |
| 11         | Centrocampista | Éverton Ribeiro | 46' |
| 5          | Centrocampista | Casemiro        |     |
| 8          | Centrocampista | Fred            | 68' |
| 9          | Delantero      | Gabriel Jesus   | 77' |
| 7          | Delantero      | Richarlison     | 77' |
| 10         | Delantero      | Neymar          |     |
| Entrenador | Entrenador     | Tite            |     |

| 1          | Guardameta     | David Ospina     |       |
| 16         | Defensa        | Daniel Muñoz     |       |
| 13         | Defensa        | Yerry Mina       |       |
| 23         | Defensa        | Davinson Sánchez |       |
| 6          | Defensa        | William Tesillo  |       |
| 11         | Centrocampista | Juan Cuadrado    |       |
| 5          | Centrocampista | Wilmar Barrios   |       |
| 15         | Centrocampista | Mateus Uribe     |       |
| 14         | Centrocampista | Luis Díaz        | 90+1' |
| 18         | Delantero      | Rafael Borré     | 64'   |
| 7          | Delantero      | Duván Zapata     | 64'   |
| Entrenador | Entrenador     | Reinaldo Rueda   |       |

| 20 | Delantero      | Roberto Firmino | 46' |
| 16 | Defensa        | Renan Lodi      | 62' |
| 17 | Centrocampista | Lucas Paquetá   | 68' |
| 21 | Delantero      | Gabriel Barbosa | 77' |
| 18 | Delantero      | Éverton         | 77' |

| 19 | Delantero      | Miguel Borja    | 64'   |
| 8  | Centrocampista | Gustavo Cuéllar | 64'   |
| 3  | Defensa        | Óscar Murillo   | 90+1' |

| Anotado | 78'    | Roberto Firmino | 1–1 |
| Anotado | 90+10' | Casemiro        | 2–1 |

| Anotado | 10' | Luis Díaz | 0–1 |

| Amonestado | 14' | Alex Sandro     |
| Amonestado | 27' | Éverton Ribeiro |
| Amonestado | 87' | Neymar          |

| Amonestado | 70'    | Juan Cuadrado   |
| Amonestado | 81'    | David Ospina    |
| Amonestado | 90+9'  | Wilmar Barrios  |
| Amonestado | 90+12' | Gustavo Cuéllar |

| Árbitro             | Néstor Pitana       |
| Árbitros asistentes | Ezequiel Brailovsky |
| Árbitros asistentes | José Antelo         |
| Cuarto árbitro      | Leodán González     |
| VAR                 | Mauro Vigliano      |
| Adicional VAR       | Facundo Tello       |
| Asesor de árbitros  | Ubaldo Aquino       |

| 12         | Guardameta     | Weverton        |     |
| 2          | Defensa        | Danilo          |     |
| 4          | Defensa        | Marquinhos      |     |
| 3          | Defensa        | Thiago Silva    |     |
| 6          | Defensa        | Alex Sandro     | 62' |
| 11         | Centrocampista | Éverton Ribeiro | 46' |
| 5          | Centrocampista | Casemiro        |     |
| 8          | Centrocampista | Fred            | 68' |
| 9          | Delantero      | Gabriel Jesus   | 77' |
| 7          | Delantero      | Richarlison     | 77' |
| 10         | Delantero      | Neymar          |     |
| Entrenador | Entrenador     | Tite            |     |

| 1          | Guardameta     | David Ospina     |       |
| 16         | Defensa        | Daniel Muñoz     |       |
| 13         | Defensa        | Yerry Mina       |       |
| 23         | Defensa        | Davinson Sánchez |       |
| 6          | Defensa        | William Tesillo  |       |
| 11         | Centrocampista | Juan Cuadrado    |       |
| 5          | Centrocampista | Wilmar Barrios   |       |
| 15         | Centrocampista | Mateus Uribe     |       |
| 14         | Centrocampista | Luis Díaz        | 90+1' |
| 18         | Delantero      | Rafael Borré     | 64'   |
| 7          | Delantero      | Duván Zapata     | 64'   |
| Entrenador | Entrenador     | Reinaldo Rueda   |       |

| 20 | Delantero      | Roberto Firmino | 46' |
| 16 | Defensa        | Renan Lodi      | 62' |
| 17 | Centrocampista | Lucas Paquetá   | 68' |
| 21 | Delantero      | Gabriel Barbosa | 77' |
| 18 | Delantero      | Éverton         | 77' |

| 19 | Delantero      | Miguel Borja    | 64'   |
| 8  | Centrocampista | Gustavo Cuéllar | 64'   |
| 3  | Defensa        | Óscar Murillo   | 90+1' |

| Anotado | 78'    | Roberto Firmino | 1–1 |
| Anotado | 90+10' | Casemiro        | 2–1 |

| Anotado | 10' | Luis Díaz | 0–1 |

| Amonestado | 14' | Alex Sandro     |
| Amonestado | 27' | Éverton Ribeiro |
| Amonestado | 87' | Neymar          |

| Amonestado | 70'    | Juan Cuadrado   |
| Amonestado | 81'    | David Ospina    |
| Amonestado | 90+9'  | Wilmar Barrios  |
| Amonestado | 90+12' | Gustavo Cuéllar |

| Árbitro             | Néstor Pitana       |
| Árbitros asistentes | Ezequiel Brailovsky |
| Árbitros asistentes | José Antelo         |
| Cuarto árbitro      | Leodán González     |
| VAR                 | Mauro Vigliano      |
| Adicional VAR       | Facundo Tello       |
| Asesor de árbitros  | Ubaldo Aquino       |

| Estadísticas      | Bandera de Brasil | Bandera de Colombia |
| Tiros             | 15                | 3                   |
| Tiros a puerta    | 4                 | 2                   |
| Faltas            | 15                | 16                  |
| Saques de esquina | 8                 | 1                   |
| Penaltis          | 0                 | 0                   |
| Fueras de juego   | 0                 | 1                   |
| Posesión de balón | 70%               | 30%                 |

### Cuartos de final

#### Uruguay vs. Colombia
| Cuartos de final; 3 de julio                                                        | Uruguay                          | 0:0 (2:4 p.)               | Colombia                        | Estadio Mané Garrincha, Brasilia                                               |                                                                                |
| 19:00 (UTC-3)                                                                       |                                  | Reporte                    |                                 | Asistencia: Sin espectadores Árbitro(s): Gil Manzano VAR: De Burgos Bengoetxea | Asistencia: Sin espectadores Árbitro(s): Gil Manzano VAR: De Burgos Bengoetxea |
|                                                                                     |                                  | Tiros desde el punto penal |                                 |                                                                                |                                                                                |
|                                                                                     | Cavani · Giménez · Suárez · Viña |                            | Zapata · Sánchez · Mina · Borja |                                                                                |                                                                                |
| Colombia avanzó a las semifinales tras ganar 4:2 en los tiros desde el punto penal. |                                  |                            |                                 |                                                                                |                                                                                |

| 1          | Guardameta     | Fernando Muslera       |     |
| 8          | Defensa        | Nahitan Nández         |     |
| 2          | Defensa        | José María Giménez     |     |
| 3          | Defensa        | Diego Godín            |     |
| 17         | Defensa        | Matías Viña            |     |
| 6          | Centrocampista | Rodrigo Bentancur      |     |
| 5          | Centrocampista | Matías Vecino          |     |
| 15         | Centrocampista | Federico Valverde      | 80' |
| 10         | Centrocampista | Giorgian de Arrascaeta | 68' |
| 21         | Delantero      | Edinson Cavani         |     |
| 9          | Delantero      | Luis Suárez            |     |
| Entrenador | Entrenador     | Óscar Tabárez          |     |

| 1          | Guardameta     | David Ospina     |     |
| 16         | Defensa        | Daniel Muñoz     |     |
| 13         | Defensa        | Yerry Mina       |     |
| 23         | Defensa        | Davinson Sánchez |     |
| 6          | Defensa        | William Tesillo  |     |
| 5          | Centrocampista | Wilmar Barrios   |     |
| 8          | Centrocampista | Gustavo Cuéllar  |     |
| 18         | Centrocampista | Rafael Borré     | 87' |
| 14         | Centrocampista | Luis Díaz        |     |
| 9          | Delantero      | Luis Muriel      | 67' |
| 7          | Delantero      | Duván Zapata     |     |
| Entrenador | Entrenador     | Reinaldo Rueda   |     |

| 25 | Delantero | Facundo Torres | 68' |
| 22 | Defensa   | Martín Cáceres | 80' |

| 28 | Delantero | Yimmi Chará  | 67' |
| 19 | Delantero | Miguel Borja | 87' |

|                    |                          | 0:1 | Acierto de penal | Duván Zapata     |
| Edinson Cavani     | Acierto de penal         | 1:1 |                  |                  |
|                    |                          | 1:2 | Acierto de penal | Davinson Sánchez |
| José María Giménez | Fallo de penal (atajado) | 1:2 |                  |                  |
|                    |                          | 1:3 | Acierto de penal | Yerry Mina       |
| Luis Suárez        | Acierto de penal         | 2:3 |                  |                  |
|                    |                          | 2:4 | Acierto de penal | Miguel Borja     |
| Matías Viña        | Fallo de penal (atajado) | 2:4 |                  |                  |

| Amonestado | 35' | Diego Godín |

| Árbitro             | Jesús Gil Manzano            |
| Árbitros asistentes | Diego Barbero                |
| Árbitros asistentes | Ángel Nevado                 |
| Cuarto árbitro      | Eber Aquino                  |
| VAR                 | Ricardo de Burgos Bengoetxea |
| Adicionales VAR     | José Luis Munuera Montero    |
| Adicionales VAR     | Milcíades Saldívar           |
| Asesor de árbitros  | Enrique Cáceres              |

| 1          | Guardameta     | Fernando Muslera       |     |
| 8          | Defensa        | Nahitan Nández         |     |
| 2          | Defensa        | José María Giménez     |     |
| 3          | Defensa        | Diego Godín            |     |
| 17         | Defensa        | Matías Viña            |     |
| 6          | Centrocampista | Rodrigo Bentancur      |     |
| 5          | Centrocampista | Matías Vecino          |     |
| 15         | Centrocampista | Federico Valverde      | 80' |
| 10         | Centrocampista | Giorgian de Arrascaeta | 68' |
| 21         | Delantero      | Edinson Cavani         |     |
| 9          | Delantero      | Luis Suárez            |     |
| Entrenador | Entrenador     | Óscar Tabárez          |     |

| 1          | Guardameta     | David Ospina     |     |
| 16         | Defensa        | Daniel Muñoz     |     |
| 13         | Defensa        | Yerry Mina       |     |
| 23         | Defensa        | Davinson Sánchez |     |
| 6          | Defensa        | William Tesillo  |     |
| 5          | Centrocampista | Wilmar Barrios   |     |
| 8          | Centrocampista | Gustavo Cuéllar  |     |
| 18         | Centrocampista | Rafael Borré     | 87' |
| 14         | Centrocampista | Luis Díaz        |     |
| 9          | Delantero      | Luis Muriel      | 67' |
| 7          | Delantero      | Duván Zapata     |     |
| Entrenador | Entrenador     | Reinaldo Rueda   |     |

| 25 | Delantero | Facundo Torres | 68' |
| 22 | Defensa   | Martín Cáceres | 80' |

| 28 | Delantero | Yimmi Chará  | 67' |
| 19 | Delantero | Miguel Borja | 87' |

|                    |                          | 0:1 | Acierto de penal | Duván Zapata     |
| Edinson Cavani     | Acierto de penal         | 1:1 |                  |                  |
|                    |                          | 1:2 | Acierto de penal | Davinson Sánchez |
| José María Giménez | Fallo de penal (atajado) | 1:2 |                  |                  |
|                    |                          | 1:3 | Acierto de penal | Yerry Mina       |
| Luis Suárez        | Acierto de penal         | 2:3 |                  |                  |
|                    |                          | 2:4 | Acierto de penal | Miguel Borja     |
| Matías Viña        | Fallo de penal (atajado) | 2:4 |                  |                  |

| Amonestado | 35' | Diego Godín |

| Árbitro             | Jesús Gil Manzano            |
| Árbitros asistentes | Diego Barbero                |
| Árbitros asistentes | Ángel Nevado                 |
| Cuarto árbitro      | Eber Aquino                  |
| VAR                 | Ricardo de Burgos Bengoetxea |
| Adicionales VAR     | José Luis Munuera Montero    |
| Adicionales VAR     | Milcíades Saldívar           |
| Asesor de árbitros  | Enrique Cáceres              |

| Estadísticas      | Bandera de Uruguay | Bandera de Colombia |
| Tiros             | 7                  | 9                   |
| Tiros a puerta    | 3                  | 3                   |
| Faltas            | 12                 | 17                  |
| Saques de esquina | 4                  | 3                   |
| Penaltis          | 0                  | 0                   |
| Fueras de juego   | 1                  | 2                   |
| Posesión de balón | 49%                | 51%                 |

### Semifinales

#### Argentina vs. Colombia
| Semifinales; 6 de julio                                                       | Argentina                               | 1:1 (1:0) (3:2 p.)         | Colombia                                    | Estadio Mané Garrincha, Brasilia                                              |                                                                               |
| 22:00 (UTC-3)                                                                 | L. Martínez 7'                          | Reporte                    | L. Díaz 61'                                 | Asistencia: Sin espectadores Árbitro(s): Jesús Valenzuela VAR: Julio Bascuñán | Asistencia: Sin espectadores Árbitro(s): Jesús Valenzuela VAR: Julio Bascuñán |
|                                                                               |                                         | Tiros desde el punto penal |                                             |                                                                               |                                                                               |
|                                                                               | Messi · De Paul · Paredes · L. Martínez |                            | Cuadrado · Sánchez · Mina · Borja · Cardona |                                                                               |                                                                               |
| Argentina avanzó a la Final tras ganar 3:2 en los tiros desde el punto penal. |                                         |                            |                                             |                                                                               |                                                                               |

| 23         | Guardameta     | Emiliano Martínez  |     |
| 26         | Defensa        | Nahuel Molina      | 46' |
| 6          | Defensa        | Germán Pezzella    |     |
| 19         | Defensa        | Nicolás Otamendi   |     |
| 3          | Defensa        | Nicolás Tagliafico |     |
| 7          | Centrocampista | Rodrigo de Paul    |     |
| 18         | Centrocampista | Guido Rodríguez    |     |
| 20         | Centrocampista | Giovani Lo Celso   | 56' |
| 10         | Delantero      | Lionel Messi       |     |
| 22         | Delantero      | Lautaro Martínez   |     |
| 15         | Delantero      | Nicolás González   | 67' |
| Entrenador | Entrenador     | Lionel Scaloni     |     |

| 1          | Guardameta     | David Ospina     |     |
| 16         | Defensa        | Daniel Muñoz     |     |
| 13         | Defensa        | Yerry Mina       |     |
| 23         | Defensa        | Davinson Sánchez |     |
| 6          | Defensa        | William Tesillo  | 46' |
| 11         | Centrocampista | Juan Cuadrado    |     |
| 5          | Centrocampista | Wilmar Barrios   |     |
| 8          | Centrocampista | Gustavo Cuéllar  | 46' |
| 14         | Centrocampista | Luis Díaz        |     |
| 18         | Delantero      | Rafael Borré     | 46' |
| 7          | Delantero      | Duván Zapata     | 60' |
| Entrenador | Entrenador     | Reinaldo Rueda   |     |

| 4  | Defensa        | Gonzalo Montiel | 46' |
| 5  | Centrocampista | Leandro Paredes | 56' |
| 11 | Delantero      | Ángel Di María  | 67' |

| 10 | Centrocampista | Edwin Cardona | 46' |
| 26 | Centrocampista | Frank Fabra   | 46' |
| 28 | Delantero      | Yimmi Chará   | 46' |
| 19 | Delantero      | Miguel Borja  | 60' |

| Anotado | 7' | Lautaro Martínez | 1–0 |

| Anotado | 61' | Luis Díaz | 1–1 |

|                  |                           | 0:1 | Acierto de penal         | Juan Cuadrado    |
| Lionel Messi     | Acierto de penal          | 1:1 |                          |                  |
|                  |                           | 1:1 | Fallo de penal (atajado) | Davinson Sánchez |
| Rodrigo de Paul  | Fallo de penal (desviado) | 1:1 |                          |                  |
|                  |                           | 1:1 | Fallo de penal (atajado) | Yerry Mina       |
| Leandro Paredes  | Acierto de penal          | 2:1 |                          |                  |
|                  |                           | 2:2 | Acierto de penal         | Miguel Borja     |
| Lautaro Martínez | Acierto de penal          | 3:2 |                          |                  |
|                  |                           | 3:2 | Fallo de penal (atajado) | Edwin Cardona    |

| Amonestado | 21'   | Giovani Lo Celso |
| Amonestado | 72'   | Gonzalo Montiel  |
| Amonestado | 87'   | Guido Rodríguez  |
| Amonestado | 90+1' | Germán Pezzella  |

| Amonestado | 45+4' | Juan Cuadrado  |
| Amonestado | 55'   | Frank Fabra    |
| Amonestado | 63'   | Miguel Borja   |
| Amonestado | 75'   | Daniel Muñoz   |
| Amonestado | 86'   | Edwin Cardona  |
| Amonestado | 88'   | Wilmar Barrios |

| Árbitro             | Jesús Valenzuela |
| Árbitros asistentes | Carlos López     |
| Árbitros asistentes | Jorge Urrego     |
| Cuarto árbitro      | Juan Soto        |
| Quinto árbitro      | Byron Romero     |
| VAR                 | Julio Bascuñán   |
| Adicionales VAR     | Cristián Garay   |
| Adicionales VAR     | Eduardo Cardozo  |
| Asesor de árbitros  | Enrique Cáceres  |

| 23         | Guardameta     | Emiliano Martínez  |     |
| 26         | Defensa        | Nahuel Molina      | 46' |
| 6          | Defensa        | Germán Pezzella    |     |
| 19         | Defensa        | Nicolás Otamendi   |     |
| 3          | Defensa        | Nicolás Tagliafico |     |
| 7          | Centrocampista | Rodrigo de Paul    |     |
| 18         | Centrocampista | Guido Rodríguez    |     |
| 20         | Centrocampista | Giovani Lo Celso   | 56' |
| 10         | Delantero      | Lionel Messi       |     |
| 22         | Delantero      | Lautaro Martínez   |     |
| 15         | Delantero      | Nicolás González   | 67' |
| Entrenador | Entrenador     | Lionel Scaloni     |     |

| 1          | Guardameta     | David Ospina     |     |
| 16         | Defensa        | Daniel Muñoz     |     |
| 13         | Defensa        | Yerry Mina       |     |
| 23         | Defensa        | Davinson Sánchez |     |
| 6          | Defensa        | William Tesillo  | 46' |
| 11         | Centrocampista | Juan Cuadrado    |     |
| 5          | Centrocampista | Wilmar Barrios   |     |
| 8          | Centrocampista | Gustavo Cuéllar  | 46' |
| 14         | Centrocampista | Luis Díaz        |     |
| 18         | Delantero      | Rafael Borré     | 46' |
| 7          | Delantero      | Duván Zapata     | 60' |
| Entrenador | Entrenador     | Reinaldo Rueda   |     |

| 4  | Defensa        | Gonzalo Montiel | 46' |
| 5  | Centrocampista | Leandro Paredes | 56' |
| 11 | Delantero      | Ángel Di María  | 67' |

| 10 | Centrocampista | Edwin Cardona | 46' |
| 26 | Centrocampista | Frank Fabra   | 46' |
| 28 | Delantero      | Yimmi Chará   | 46' |
| 19 | Delantero      | Miguel Borja  | 60' |

| Anotado | 7' | Lautaro Martínez | 1–0 |

| Anotado | 61' | Luis Díaz | 1–1 |

|                  |                           | 0:1 | Acierto de penal         | Juan Cuadrado    |
| Lionel Messi     | Acierto de penal          | 1:1 |                          |                  |
|                  |                           | 1:1 | Fallo de penal (atajado) | Davinson Sánchez |
| Rodrigo de Paul  | Fallo de penal (desviado) | 1:1 |                          |                  |
|                  |                           | 1:1 | Fallo de penal (atajado) | Yerry Mina       |
| Leandro Paredes  | Acierto de penal          | 2:1 |                          |                  |
|                  |                           | 2:2 | Acierto de penal         | Miguel Borja     |
| Lautaro Martínez | Acierto de penal          | 3:2 |                          |                  |
|                  |                           | 3:2 | Fallo de penal (atajado) | Edwin Cardona    |

| Amonestado | 21'   | Giovani Lo Celso |
| Amonestado | 72'   | Gonzalo Montiel  |
| Amonestado | 87'   | Guido Rodríguez  |
| Amonestado | 90+1' | Germán Pezzella  |

| Amonestado | 45+4' | Juan Cuadrado  |
| Amonestado | 55'   | Frank Fabra    |
| Amonestado | 63'   | Miguel Borja   |
| Amonestado | 75'   | Daniel Muñoz   |
| Amonestado | 86'   | Edwin Cardona  |
| Amonestado | 88'   | Wilmar Barrios |

| Árbitro             | Jesús Valenzuela |
| Árbitros asistentes | Carlos López     |
| Árbitros asistentes | Jorge Urrego     |
| Cuarto árbitro      | Juan Soto        |
| Quinto árbitro      | Byron Romero     |
| VAR                 | Julio Bascuñán   |
| Adicionales VAR     | Cristián Garay   |
| Adicionales VAR     | Eduardo Cardozo  |
| Asesor de árbitros  | Enrique Cáceres  |

| Estadísticas      | Bandera de Argentina | Bandera de Colombia |
| Tiros             | 13                   | 14                  |
| Tiros a puerta    | 4                    | 4                   |
| Faltas            | 20                   | 27                  |
| Saques de esquina | 5                    | 3                   |
| Penaltis          | 0                    | 0                   |
| Fueras de juego   | 0                    | 1                   |
| Posesión de balón | 49%                  | 51%                 |

### Definición por el tercer puesto

#### Colombia vs. Perú
| Definición del tercer puesto; 9 de julio | Colombia                       | 3:2 (0:1) | Perú                     | Estadio Mané Garrincha, Brasilia                                         |                                                                          |
| 21:00 (UTC-3)                            | Cuadrado 49' · Díaz 66', 90+4' | Reporte   | Yotún 45' · Lapadula 82' | Asistencia: Sin espectadores Árbitro(s): Raphael Claus VAR: Wagner Reway | Asistencia: Sin espectadores Árbitro(s): Raphael Claus VAR: Wagner Reway |

| 12         | Guardameta     | Camilo Vargas   |       |
| 2          | Defensa        | Stefan Medina   |       |
| 13         | Defensa        | Yerry Mina      | 55'   |
| 3          | Defensa        | Óscar Murillo   |       |
| 6          | Defensa        | William Tesillo |       |
| 11         | Centrocampista | Juan Cuadrado   |       |
| 5          | Centrocampista | Wilmar Barrios  | 90+3' |
| 8          | Centrocampista | Gustavo Cuéllar | 83'   |
| 14         | Centrocampista | Luis Díaz       |       |
| 10         | Centrocampista | Edwin Cardona   | 46'   |
| 7          | Delantero      | Duván Zapata    | 55'   |
| Entrenador | Entrenador     | Reinaldo Rueda  |       |

| 1          | Guardameta     | Pedro Gallese       |     |
| 3          | Defensa        | Aldo Corzo          | 78' |
| 4          | Defensa        | Anderson Santamaría |     |
| 22         | Defensa        | Alexander Callens   |     |
| 16         | Defensa        | Marcos López        |     |
| 13         | Centrocampista | Renato Tapia        | 24' |
| 19         | Centrocampista | Yoshimar Yotún      |     |
| 8          | Centrocampista | Sergio Peña         | 78' |
| 10         | Centrocampista | Christian Cueva     | 69' |
| 18         | Centrocampista | André Carrillo      |     |
| 9          | Delantero      | Gianluca Lapadula   |     |
| Entrenador | Entrenador     | Ricardo Gareca      |     |

| 28 | Delantero | Yimmi Chará      | 46'   |
| 19 | Delantero | Miguel Borja     | 55'   |
| 23 | Defensa   | Davinson Sánchez | 55'   |
| 18 | Delantero | Rafael Borré     | 83'   |
| 9  | Delantero | Luis Muriel      | 90+3' |

| 14 | Centrocampista | Wilder Cartagena | 24' |
| 24 | Centrocampista | Raziel García    | 69' |
| 20 | Delantero      | Santiago Ormeño  | 78' |
| 26 | Defensa        | Jhilmar Lora     | 78' |

| Anotado | 49'   | Juan Cuadrado | 1–1 |
| Anotado | 66'   | Luis Díaz     | 2–1 |
| Anotado | 90+4' | Luis Díaz     | 3–2 |

| Anotado | 45' | Yoshimar Yotún    | 0–1 |
| Anotado | 82' | Gianluca Lapadula | 2–2 |

| Amonestado | 45+5' | Edwin Cardona  |
| Amonestado | 62'   | Wilmar Barrios |
| Amonestado | 87'   | Óscar Murillo  |

| Amonestado | 50' | Christian Cueva |
| Amonestado | 63' | André Carrillo  |

| Árbitro             | Raphael Claus   |
| Árbitros asistentes | Bruno Pires     |
| Árbitros asistentes | Danilo Manis    |
| Cuarto árbitro      | Gery Vargas     |
| VAR                 | Wagner Reway    |
| Adicionales VAR     | Rafael Traci    |
| Adicionales VAR     | Eduardo Cardozo |
| Adicionales VAR     | Leodán González |
| Asesor de árbitros  | Roberto Perassi |

| 12         | Guardameta     | Camilo Vargas   |       |
| 2          | Defensa        | Stefan Medina   |       |
| 13         | Defensa        | Yerry Mina      | 55'   |
| 3          | Defensa        | Óscar Murillo   |       |
| 6          | Defensa        | William Tesillo |       |
| 11         | Centrocampista | Juan Cuadrado   |       |
| 5          | Centrocampista | Wilmar Barrios  | 90+3' |
| 8          | Centrocampista | Gustavo Cuéllar | 83'   |
| 14         | Centrocampista | Luis Díaz       |       |
| 10         | Centrocampista | Edwin Cardona   | 46'   |
| 7          | Delantero      | Duván Zapata    | 55'   |
| Entrenador | Entrenador     | Reinaldo Rueda  |       |

| 1          | Guardameta     | Pedro Gallese       |     |
| 3          | Defensa        | Aldo Corzo          | 78' |
| 4          | Defensa        | Anderson Santamaría |     |
| 22         | Defensa        | Alexander Callens   |     |
| 16         | Defensa        | Marcos López        |     |
| 13         | Centrocampista | Renato Tapia        | 24' |
| 19         | Centrocampista | Yoshimar Yotún      |     |
| 8          | Centrocampista | Sergio Peña         | 78' |
| 10         | Centrocampista | Christian Cueva     | 69' |
| 18         | Centrocampista | André Carrillo      |     |
| 9          | Delantero      | Gianluca Lapadula   |     |
| Entrenador | Entrenador     | Ricardo Gareca      |     |

| 28 | Delantero | Yimmi Chará      | 46'   |
| 19 | Delantero | Miguel Borja     | 55'   |
| 23 | Defensa   | Davinson Sánchez | 55'   |
| 18 | Delantero | Rafael Borré     | 83'   |
| 9  | Delantero | Luis Muriel      | 90+3' |

| 14 | Centrocampista | Wilder Cartagena | 24' |
| 24 | Centrocampista | Raziel García    | 69' |
| 20 | Delantero      | Santiago Ormeño  | 78' |
| 26 | Defensa        | Jhilmar Lora     | 78' |

| Anotado | 49'   | Juan Cuadrado | 1–1 |
| Anotado | 66'   | Luis Díaz     | 2–1 |
| Anotado | 90+4' | Luis Díaz     | 3–2 |

| Anotado | 45' | Yoshimar Yotún    | 0–1 |
| Anotado | 82' | Gianluca Lapadula | 2–2 |

| Amonestado | 45+5' | Edwin Cardona  |
| Amonestado | 62'   | Wilmar Barrios |
| Amonestado | 87'   | Óscar Murillo  |

| Amonestado | 50' | Christian Cueva |
| Amonestado | 63' | André Carrillo  |

| Árbitro             | Raphael Claus   |
| Árbitros asistentes | Bruno Pires     |
| Árbitros asistentes | Danilo Manis    |
| Cuarto árbitro      | Gery Vargas     |
| VAR                 | Wagner Reway    |
| Adicionales VAR     | Rafael Traci    |
| Adicionales VAR     | Eduardo Cardozo |
| Adicionales VAR     | Leodán González |
| Asesor de árbitros  | Roberto Perassi |

| Estadísticas      | Bandera de Colombia | Bandera de Perú |
| Tiros             | 12                  | 10              |
| Tiros a puerta    | 6                   | 3               |
| Faltas            | 18                  | 8               |
| Saques de esquina | 6                   | 2               |
| Penaltis          | 0                   | 0               |
| Fueras de juego   | 1                   | 1               |
| Posesión de balón | 45%                 | 55%             |

## Estadísticas

### Participación de jugadores
| N.° | Pos        | Jugador         | PJ | Minutos jugados | Goles recibidos | Atajos | Tarjetas amarillas | Doble tarjeta amarilla y roja | Tarjetas rojas |
| --- | ---------- | --------------- | -- | --------------- | --------------- | ------ | ------------------ | ----------------------------- | -------------- |
| 1   | Guardameta | David Ospina    | 6  | 540             | 5               | 11     | 1                  | 0                             | 0              |
| 12  | Guardameta | Camilo Vargas   | 1  | 90              | 2               | 1      | 0                  | 0                             | 0              |
| 22  | Guardameta | Aldair Quintana | 0  | 0               | 0               | 0      | 0                  | 0                             | 0              |

| N.° | Pos            | Jugador                 | PJ | Minutos jugados | Goles | Asistencias | Tarjetas Amarillas | Doble tarjeta amarilla y roja | Tarjetas rojas |
| --- | -------------- | ----------------------- | -- | --------------- | ----- | ----------- | ------------------ | ----------------------------- | -------------- |
| 2   | Defensa        | Stefan Medina           | 2  | 170             | 0     | 0           | 0                  | 0                             | 0              |
| 3   | Defensa        | Óscar Murillo           | 3  | 172             | 0     | 0           | 1                  | 0                             | 0              |
| 4   | Defensa        | Carlos Cuesta           | 0  | 0               | 0     | 0           | 0                  | 0                             | 0              |
| 5   | Centrocampista | Wilmar Barrios          | 7  | 630             | 0     | 0           | 3                  | 0                             | 0              |
| 6   | Defensa        | William Tesillo         | 7  | 540             | 0     | 0           | 0                  | 0                             | 0              |
| 7   | Delantero      | Duván Zapata            | 7  | 442             | 0     | 0           | 0                  | 0                             | 0              |
| 8   | Centrocampista | Gustavo Cuéllar         | 6  | 282             | 0     | 0           | 1                  | 0                             | 0              |
| 9   | Delantero      | Luis Muriel             | 4  | 15              | 0     | 1           | 0                  | 0                             | 0              |
| 10  | Centrocampista | Edwin Cardona           | 5  | 304             | 1     | 1           | 2                  | 0                             | 0              |
| 11  | Centrocampista | Juan Cuadrado           | 6  | 540             | 1     | 1           | 3                  | 0                             | 0              |
| 13  | Defensa        | Yerry Mina              | 7  | 595             | 0     | 0           | 0                  | 0                             | 0              |
| 14  | Delantero      | Luis Díaz               | 5  | 388             | 4     | 0           | 0                  | 0                             | 1              |
| 15  | Centrocampista | Mateus Uribe            | 3  | 241             | 0     | 0           | 2                  | 0                             | 0              |
| 16  | Defensa        | Daniel Muñoz            | 5  | 450             | 0     | 0           | 2                  | 0                             | 0              |
| 17  | Delantero      | Yairo Moreno            | 1  | 45              | 0     | 0           | 0                  | 0                             | 0              |
| 18  | Delantero      | Rafael Borré            | 5  | 293             | 0     | 0           | 1                  | 0                             | 0              |
| 19  | Delantero      | Miguel Borja            | 7  | 262             | 1     | 1           | 2                  | 0                             | 0              |
| 20  | Delantero      | Alfredo Morelos         | 1  | 10              | 0     | 0           | 0                  | 0                             | 0              |
| 21  | Centrocampista | Sebastián Pérez Cardona | 2  | 89              | 0     | 0           | 0                  | 0                             | 0              |
| 23  | Defensa        | Dávinson Sánchez        | 7  | 493             | 0     | 0           | 0                  | 0                             | 0              |
| 24  | Defensa        | Jhon Lucumí             | 0  | 0               | 0     | 0           | 0                  | 0                             | 0              |
| 25  | Defensa        | Baldomero Perlaza       | 0  | 0               | 0     | 0           | 0                  | 0                             | 0              |
| 26  | Centrocampista | Frank Fabra             | 1  | 45              | 0     | 0           | 1                  | 0                             | 0              |
| 27  | Centrocampista | Jáminton Campaz         | 1  | 28              | 0     | 0           | 0                  | 0                             | 0              |
| 28  | Delantero      | Yimmi Chará             | 4  | 133             | 0     | 0           | 0                  | 0                             | 0              |

### Goleadores
| N.°   | Jugador       | Anotado | PJ | Prom. | Jugada | Cabeza | TL | Penal |
| ----- | ------------- | ------- | -- | ----- | ------ | ------ | -- | ----- |
| 1     | Luis Diaz     | 4       | 5  | 0.8   | 4      | 0      | 0  | 0     |
| 2     | Miguel Borja  | 1       | 7  | 0.14  | 0      | 1      | 0  | 0     |
| 2     | Juan Cuadrado | 1       | 6  | 0.17  | 1      | 0      | 0  | 0     |
| 2     | Edwin Cardona | 1       | 5  | 0.2   | 1      | 0      | 0  | 0     |
| Total | Total         | 7       | 23 | 0.3   | 6      | 1      | 0  | 0     |

### Asistencias
| N.°   | Jugador       | Asistencia | Jugada | Cabeza | TL | SdE |
| ----- | ------------- | ---------- | ------ | ------ | -- | --- |
| 1     | Miguel Borja  | 1          | 1      | 0      | 0  | 0   |
| 1     | Juan Cuadrado | 1          | 1      | 0      | 0  | 0   |
| 1     | Edwin Cardona | 1          | 1      | 0      | 0  | 0   |
| 1     | Luis Muriel   | 1          | 1      | 0      | 0  | 0   |
| 1     | Camilo Vargas | 1          | 1      | 0      | 0  | 0   |
| Total | Total         | 5          | 5      | 0      | 0  | 0   |

### Sanciones disciplinarias
| N.°   | Jugador         | Amonestado | Otorgado · Expulsado | Expulsado | Sanción                               |
| ----- | --------------- | ---------- | -------------------- | --------- | ------------------------------------- |
| 1     | Wilmar Barrios  | 3          | 0                    | 0         |                                       |
| 1     | Juan Cuadrado   | 3          | 0                    | 0         | Un partido (Cuartos de final)         |
| 2     | Miguel Borja    | 2          | 0                    | 0         |                                       |
| 2     | Daniel Muñoz    | 2          | 0                    | 0         |                                       |
| 2     | Edwin Cardona   | 2          | 0                    | 0         |                                       |
| 2     | Mateus Uribe    | 2          | 0                    | 0         | Un partido (Fase de grupos - Fecha 3) |
| 3     | Luis Díaz       | 0          | 0                    | 1         | Un partido (Fase de grupos - Fecha 3) |
| 4     | David Ospina    | 1          | 0                    | 0         |                                       |
| 4     | Gustavo Cuéllar | 1          | 0                    | 0         |                                       |
| 4     | Rafael Borré    | 1          | 0                    | 0         |                                       |
| 4     | Óscar Murillo   | 1          | 0                    | 0         |                                       |
| 4     | Frank Fabra     | 1          | 0                    | 0         |                                       |
| Total | Total           | 19         | 1                    | 0         |                                       |

## Uniforme
Para la Copa América 2021 los uniformes de Colombia son confeccionados por la multinacional alemana Adidas. 
| Proveedor                | Proveedor |
| Ubicación                | Marca     |
| ------------------------ | --------- |
| Pecho, pantalón y medias | Adidas    |

#### Uniformes
| Uniforme                                                    | Jugadores de campo  | Jugadores de campo  | Entrenamiento | Entrenamiento |
| Uniforme                                                    | Titular             | Alternativo         | Primero       | Segundo       |
| ----------------------------------------------------------- | ------------------- | ------------------- | ------------- | ------------- |
| Imagen                                                      |                     |                     |               |               |
| Partidos utilizado                                          | 5                   | 2                   | -             | -             |
| Primer partido                                              | 13 de junio de 2021 | 23 de junio de 2021 | -             | -             |
| Último partido                                              | 6 de julio de 2021  | 9 de julio de 2021  | -             | -             |
| Actualizado al último partido jugado el: 9 de julio de 2021 |                     |                     |               |               |

#### Uniformes de arquero
| Uniforme                                                    | Arquero             | Arquero             | Arquero             |
| Uniforme                                                    | Primero             | Segundo             | Tercero             |
| ----------------------------------------------------------- | ------------------- | ------------------- | ------------------- |
| Imagen                                                      |                     |                     |                     |
| Partidos utilizado                                          | 4                   | 1                   | 2                   |
| Primer partido                                              | 13 de junio de 2021 | 20 de junio de 2021 | 23 de junio de 2021 |
| Último partido                                              | 6 de julio de 2021  | 20 de junio de 2021 | 9 de julio de 2021  |
| Actualizado al ultimo partido jugado el: 9 de julio de 2021 |                     |                     |                     |